# Photographie argentique

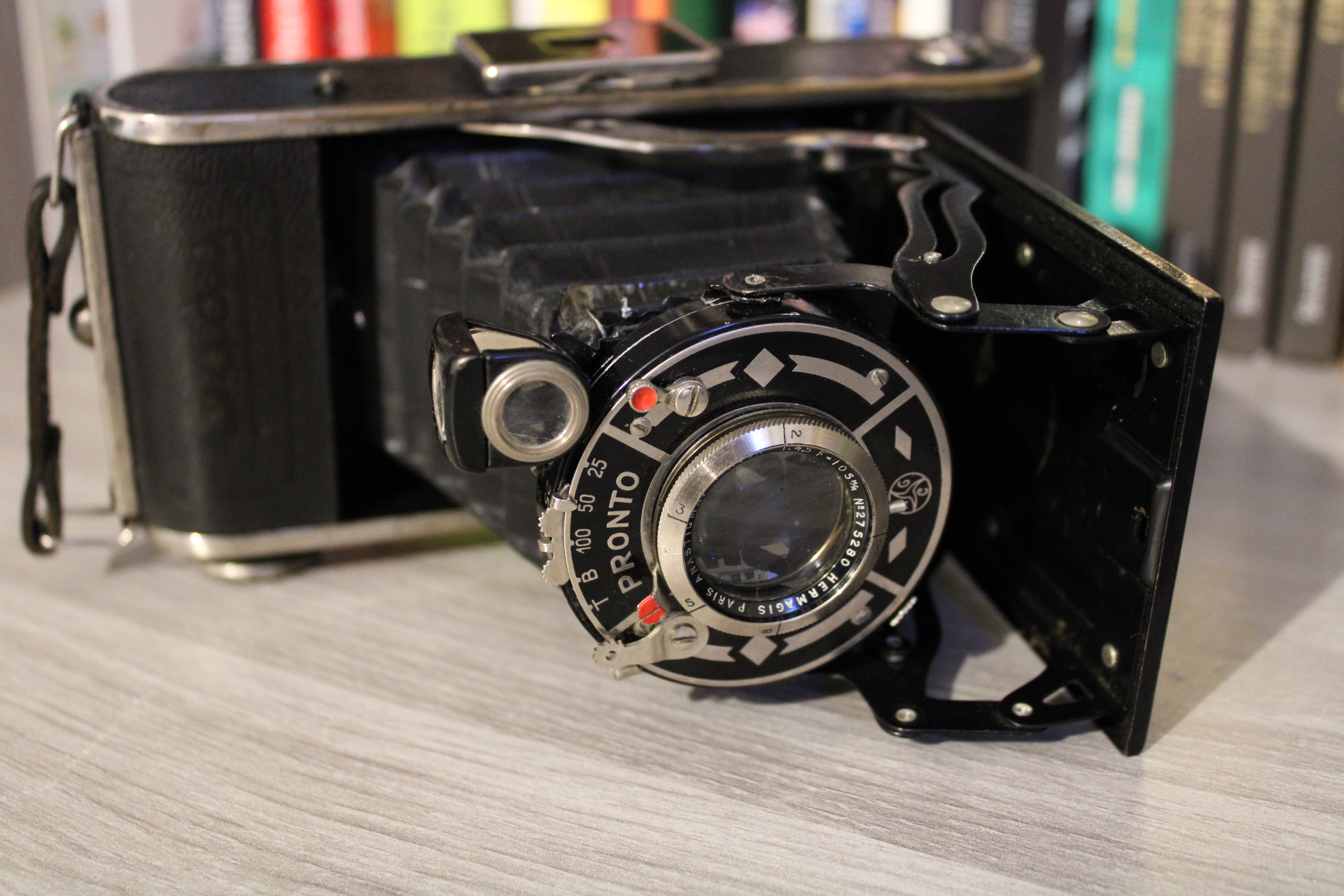
Un appareil photographique argentique à soufflet.

Schéma d'un film négatif couleur.

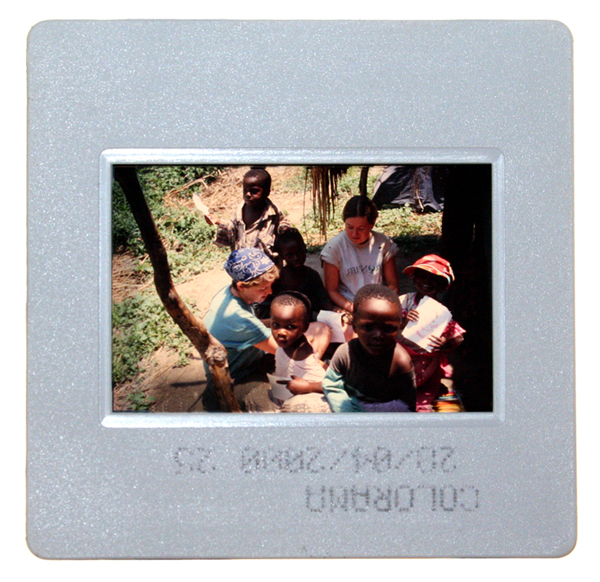
Une diapositive couleur.

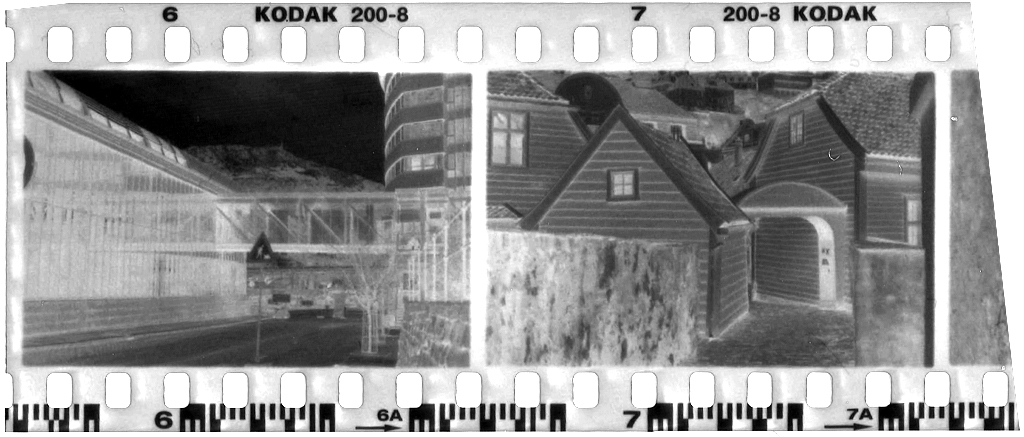
Un film négatif couleur exposé et développé, puis converti en noir et blanc.

La photographie argentique est une technique photographique permettant l'obtention d'une photographie par un processus photochimique comprenant l'exposition d'une pellicule sensible à la lumière puis son développement et, éventuellement, son tirage sur papier.

## Dénomination
Le terme « argentique » s’est répandu au début des années 2000 quand le besoin s'est fait sentir de différencier la photographie classique, sur pellicule, de la photographie dite « numérique » en plein essor.
Emprunté au vocabulaire de la chimie, il fait référence aux minuscules agrégats d’argent qui constituent les images produites selon ce procédé.
Le terme « analogique » est parfois abusivement utilisé par opposition à « numérique ». La photographie analogique se réfère en réalité à un procédé proche de la vidéo analogique, où les images sont enregistrées, ligne par ligne et généralement sur un support magnétique, tel le Mavica de Sony. 

## Technologie

### Enregistrement des images sur pellicule
La pellicule est constituée d'un film support en plastique, recouvert d'une émulsion : c'est une couche de gélatine sur laquelle sont couchés en suspension des cristaux d'halogénure d'argent ; pour les émulsions modernes il s'agit de bromure d'argent (AgBr). Dans ce cas, chaque cristal est formé de plusieurs milliards d'ions d'argent (Ag+) et d'ions de brome (Br−) organisés en un réseau cubique.
Lors de l'exposition à la lumière, une image latente se forme en petite gouttelette :
- des photons provenant de la partie éclairée du sujet arrivent sur la pellicule ;
- pour chaque photon absorbé se forme une paire électron-trou : un électron se libère du réseau et va être capté par un ion Ag+ ;
- cet ion Ag+ est réduit, c'est-à-dire qu'il se transforme en un atome d'argent qui est exclu du réseau cristallin.

Pour chaque cristal, selon l'intensité lumineuse de la partie du sujet qu'il décrit, de zéro à une dizaine d'atomes se forment. Ces atomes ont tendance à s'agglutiner pour former un agrégat.
Pour les émulsions actuelles, seuls les cristaux contenant au moins quatre atomes d'argent pourront être entièrement réduits lors du développement photographique, en particules noires visibles par l'œil humain (les grains d'argent) pour cause de la bande interdite (issue du modèle des bandes). Le développement est un phénomène d'accélération de la réduction des ions Ag+ en atomes d'argent : les cristaux contenant un agrégat ayant un potentiel électrique supérieur à celui du révélateur, c'est-à-dire un agrégat de quatre atomes ou plus, vont attirer les électrons du révélateur vers les ions du cristal, qui vont finir par tous être réduits. En revanche, les autres cristaux n'atteignant pas la masse critique de quatre atomes en agrégat rendent des électrons au révélateur et se transforment en ions invisibles. Ces ions seront ensuite dispersés lors d'une phase de lavage et de fixage. C'est la gélatine qui isole les cristaux les uns des autres et leur permet de réagir individuellement.
À cause d'un phénomène de recombinaison rapide de la paire électron-trou sans effet chimique, et de l'oxydation par le trou de certains atomes d'argent provisoirement formés, le rendement de la réaction de formation initiale des atomes d'argent est de 0,2 atome par photon. Il faut donc quinze photons pour produire les trois atomes d'argent nécessaires à la formation des grains lors du développement. D'un point de vue macro, on peut donc constater que 80 % de la lumière qui arrive sur la pellicule est non-assimilée.
Une publication de décembre 1999 dans la revue Nature par Jacqueline Belloni, Mona Treguer, Hynd Remita et René de Keyser montre qu'on peut décupler le rendement de cette réaction en incorporant dans l'émulsion du formiate d'argent (HCO2− + Ag+), qui agit comme un « piège à trou », c'est-à-dire un inhibiteur des phénomènes compétitifs qui limitent habituellement le rendement de la réaction. La société de chimie Agfa est détentrice de brevets déposés à la suite de cette découverte, mais aucune application commerciale de cette dernière n'est apparue sur le marché.

### Résolution des images
Dans le cas d'une pellicule à grains fins (donc peu sensible à la lumière), la taille moyenne d'un grain d'argent est d'environ 20 micromètres. Il y en a donc environ deux millions à la surface d'un négatif de 24 × 36 mm, et près de 180 millions à la surface d'une plaque de 24 × 30 cm. Même si un grain d'argent n'est pas exactement l'équivalent d'un pixel puisqu'il ne peut (à l'issue du développement) être que réduit ou intact, alors qu'un pixel peut enregistrer l'intensité lumineuse reçue, on constate que la résolution d'une image obtenue à l'aide d'une plaque photographique peut aujourd'hui encore être nettement supérieure à celle des meilleurs appareils photographiques numériques.

### Conservation et reproduction des images

#### Conservation des négatifs, diapositives et tirages
Les négatifs, diapositives et tirages sont conservés à l'abri de la lumière et dans des conditions stables de température et d'hygrométrie (humidité relative). Les négatifs et épreuves en couleurs sont plus sensibles à la chaleur et se dégradent plus vite que le noir et blanc.
| Type de document       | Température | Humidité |
| ---------------------- | ----------- | -------- |
| Négatifs noir et blanc | < 18 °C     | 30-40 %  |
| Épreuves noir et blanc | < 18 °C     | 30-40 %  |
| Négatifs couleurs      | 2 °C        | 30-40 %  |
| Diapositives couleurs  | 2 °C        | 30-40 %  |
| Épreuves couleurs      | 2 °C        | 30-40 %  |

## Déclin

### Production d'appareils
Depuis 2006, de grands fabricants d'appareils photographiques ont annoncé, les uns après les autres, l'abandon de la technologie argentique face à l'irrésistible poussée de la photographie numérique. Les grands industriels japonais Canon, Nikon, Konica Minolta, Olympus, Pentax, Fujica, tout comme l'américain Kodak, aujourd'hui largement convertis au numérique, font alors face à l'arrivée de nouveaux venus issus de l'industrie de l'électronique, tels que le coréen Samsung et les japonais Sony et Panasonic, bien implantés dans l'audiovisuel, ou Casio, opérant auparavant dans le secteur des montres et des calculatrices. Dans les années 2010, alors que les smartphones offrent une qualité d'image améliorée d'année en année, la vente d'appareils photo chute drastiquement,.
Les annonces d'abandon du développement d'appareils de photographie argentique :
- 13 janvier 2006, le fabricant Nikon, qui cessa cependant la fin de la production du F6 en 2020;
- 20 janvier 2006, le fabricant Konica Minolta. Fin de la fabrication d'appareils photographiques, tant argentiques que numériques ;
- 26 mai 2006, le fabricant Canon.

Nikon et Canon ont déclaré qu'ils renonçaient à développer de nouveaux modèles argentiques mais continueraient à vendre une gamme limitée de modèles existants, notamment quelques appareils reflex. En 2016, Nikon ne propose plus que le F6 et le FM10. Chez Leica, en parallèle au développement du numérique depuis le milieu des années 2000, des appareils argentiques sont toujours en production : le MP ainsi que le tout dernier M-A, entièrement mécanique, depuis novembre 2014. En 2022, Leica a ressorti son célèbre M6. Il s'agit d'une version améliorée de la première édition, bien plus proche d'un MP rhabillé qu'un appareil créé à partir de rien.

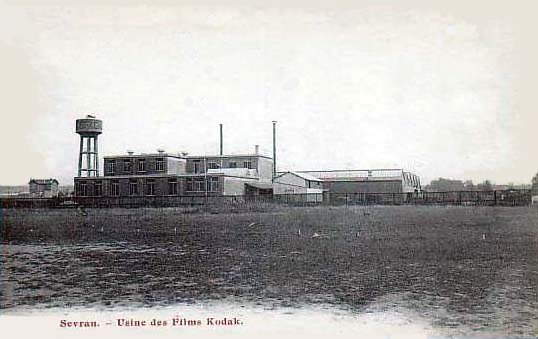
Usine Kodak de Sevran vers 1900.

### Production de surfaces sensibles
La régression de l'industrie de la production et du traitement des pellicules et papiers photographiques est préoccupante pour l'avenir de la photographie argentique.
- Fermeture des usines Kodak, laquelle s'est mise en faillite en 2012[8]. Des films vendus sous la marque Kodak sont à nouveau commercialisés depuis 2013, grâce à Kodak Alaris, société créée après l'acquisition des droits par le Kodak Pension Plan britannique[9].
- Difficultés d'Agfa, qui se restructure en 2004 en abandonnant la production de pellicules et papiers photographiques. La nouvelle structure, Agfa-Photo, fera faillite en 2005[10].
- Difficultés d'Ilford, qui se restructure également mais sans sacrifier sa spécialité qui est la production de pellicules, papiers et produits pour la photographie en noir et blanc.
- Fujifilm reste un fournisseur en papiers et films argentiques.
- Foma a stoppé sa production de matériel argentique couleur pour se consacrer au noir et blanc. Foma se place désormais dans les fabricants de pellicules les moins chères du marché.